# Apteropanorpa evansi
Apteropanorpa evansi är en näbbsländeart som beskrevs av George W. Byers och Yeates 1999. Apteropanorpa evansi ingår i släktet Apteropanorpa och familjen Apteropanorpidae. Inga underarter finns listade i Catalogue of Life.